# Helen Humes
Helen Humes (ur. 23 czerwca 1913 w Louisville w stanie Kentucky, zm. 9 października 1981 w Santa Monica w stanie Kalifornia) – amerykańska wokalistka jazzowa i bluesowa.

## Życiorys
Pochodziła z dobrego domu z Południa, odznaczała się m.in. nienagannymi manierami. Swoją karierę wokalistki rozpoczęła od realizowania nagrań z pianistą jazzowym Jamesem P. Johnsonem – miała wówczas piętnaście lat. W 1937 roku zwrócił na nią uwagę inny pianista, Count Basie, który szukał osoby mogącej zastąpić Billie Holiday w jego orkiestrze. Helen Humes występowała z nim wspólnie przez następne cztery lata, głównie śpiewając piosenki popowe i ballady. Stała się w tym okresie bardzo znana, wystąpiła m.in. w nowojorskiej sali koncertowej Carnegie Hall, a jej wystąpienie zapowiadał producent muzyczny i łowca talentów John Hammond.
Po okresie współpracy z Bassiem wystąpiła w kilku filmach, następnie śpiewała w nowojorskim Café Society, podjęła też współpracę z wibrafonistą Redem Norvo. Z powodu złego stanu zdrowia wycofała się z kariery muzycznej i zamieszkała ponownie w rodzinnym mieście, Louisville. Jednak w 1973 roku pisarz i publicysta Stanley Dance nakłonił ją, aby wystąpiła w Newport Jazz Festival. Występ przyczynił się do ponownego zainteresowania jej muzyką. We Francji nagrała płytę pt. Helen Comes Back. W 1974 roku otrzymała nagrodę Grammy za płytę Sneakin’ Around. W dowód uznania władze miasta Louisville wręczyły jej symbolicznie klucze do miasta.
Zmarła w 1981 w Santa Monica w Kalifornii.